# Jesús Arias Gutiérrez
José de Jesús Arias Gutiérrez (Jalisco; 1902-Guadalajara, Jalisco; 6 de julio de 1977), fue un deportista mexicano, reconocido por haber sido futbolista del Club Deportivo Guadalajara y del Club Deportivo SUTAJ. En el inicio de su carrera se desempeñó como mediocampista, pero la mayor parte de su carrera como futbolista la jugó como defensa.